# Claude Bowers
Claude Gernade Bowers (20 de noviembre de 1878-21 de enero de 1958) fue un político, periodista y diplomático estadounidense, embajador en España y Chile.

## Biografía
Nació el 20 de noviembre de 1878 en Westfield, Indiana. Ocupó el cargo de embajador en España de los Estados Unidos de América entre 1933 y 1939 —cuando su oposición al bando franquista hizo imposible continuar su misión diplomática—, y el de embajador en Chile entre 1939 y 1953, mostrándose solidario con los respectivos gobiernos de Frente Popular español y chileno. Falleció el 21 de enero de 1958.